# Hamadryas eupolema
Hamadryas eupolema är en fjärilsart som beskrevs av Hans Fruhstorfer 1916. Hamadryas eupolema ingår i släktet Hamadryas och familjen praktfjärilar. Inga underarter finns listade i Catalogue of Life.